# Demy (cantante)
Dimitra Papadea (en griego: Δήμητρα Παπαδέα; Atenas, Grecia, 21 de agosto de 1991), más conocida como Demy, es una cantante, modelo y actriz de musicales griega que firmó con el sello independendiente Panik Records.
Saltó a la fama en 2011 tras colaborar en el sencillo del rapero Midenistis «Mia Zografia», que llegó a la cima de las listas griegas y chipriotas convirtiéndose en uno de los éxitos del verano. Tras esto comenzó a colaborar con diversos artistas, tales como OGE o Playmen con los que lanzaría los sencillos "Mono Mprosta" y "Fallin", ambos llegaron a la cima de las listas helenas y chipriotas, aunque su gran reconocimiento se produciría tras lanzamiento en 2012 de su primer sencillo en solitario «Poses Xiliades Kalokairia».
En su discurso en los MAD 2012 expresó que estaba viendo la entrega de premios de 2011 en la televisión y soñando con un día ganar uno. Un año después, su sueño se hizo realidad y en los MAD Video Music Adwards 2012 ganó el premio al Mejor Artista Revelación y otros 2 premios. Demy fue la primera en actuar en el escenario en la gala de los MAD 2012, interpretando a dúo con The FaDe Poses Xiliades Kalokairia y Soldier.
Tras aquello, Demy adquirió fama como artista tras el lanzamiento de su álbum debut #1 (2012), que incluye los éxitos «Mia Zografia», «Mono Mprosta», «Poses Xiliades Kalokairia», «I Zoi (To Pio Omorfo Tragoudi)», «Meno» respectivamente, el disco tuvo éxito comercial —llegó al primer lugar en numerosas listas de éxitos recibiendo al siguiente año un disco de platino por vender más de 9.000 copias-. Posteriormente, durante el periodo transcurrido entre 2013 y 2014, lanzó los sencillos «The Sun», «Nothing Better», «Oso O Kosmos Tha Ehi Esena», «Rodino Oneiro», todos estos sencillos llegaron a la mejor posición de las listas musicales de Grecia y Chipre y formarían parte del que sería su segundo álbum de estudio, Rodino Oneiro (2014), junto a otros nuevos sencillos lanzados en 2015 que fueron «Where is the love?", «Proti Mou Fora», respectivamente, de momento Demy ha logrado obtener un disco de oro tras vender más de 3.000 unidades.
Desde 2012, ha sido galardonada y nominada con multitud de premios conmemorando su trayectoria, ganando 6 premios de 18 nominaciones en los premios MAD, recibiendo una nominación a la "Mejor Canción del Año" en los premios Lalore02 entregados en línea por los aficionados y finalmente obteniendo en 2014 el galardón al "Mejor Artista Griego" y una nominación al "Mejor Artista Sur de Europa" en los MTV Europe Music Awards 2014.
Tras dos álbumes de estudio en el mercado, y una corta pero exitosa trayectoria en sencillos con varios números uno, Demy se ha convertido en una de las artistas más importantes del panorama actual en el país heleno y chipriota.
Sus seguidores son denominados "Demers" y forman lo que se conoce como "TeamDemy" a través de las redes sociales. 
La cantante representó a su país en el Festival de la Canción de Eurovisión 2017 con la canción This Is Love, donde finalizó en 19.ª posición en la Gran final.

## Biografía
A la edad de cinco años comenzó a tomar clases de piano, algo que sigue haciendo actualmente. Actualmente recibe clases de Jazz, Soul, Rock & Roll, y R&B. Su canción favorita en la infancia fue "I'm like a bird" de Nelly Furtado.
Además de cantar profesionalmente, también es estudiante de Derecho en Atenas. Demy ha declarado que aún quiere terminar su carrera de Derecho y no dedicarse exclusivamente a la música, a pesar de su popularidad que día tras día va en aumento. Su padre (Epaminondas Papadeas) y hermana (Romy Papadea) también son abogados. Su madre Elena Boubouli es propietaria de la escuela greco-americana de Masterlingua y directora de estudios de la Enseñanza Superior Epimorphosi (estudios de medicina en el extranjero).

## Carrera

### 2011-2012: Debut profesional y#1
Demy se dio a conocer por primera vez en la canción del conocido rapero Midenistis "Mia Zografia", que se convirtió en un gran éxito en Grecia y Chipre, recibiendo dos premios en los MAD Video Music Awards 2012.
Tras esto colaboró con diversos artistas tales como OGE y Playmen con los que lanzó los sencillos "Mono Mprosta y Fallin, en este último siendo ella la voz principal del tema, y posteriormente fue lanzando canciones como son "Pes Pos Thes Me" y " Kratise Me ".
Aunque su primer gran lanzamiento se produciría en junio de 2012, con la canción Poses Xiliades Kalokairia (Cuántos Miles de Veranos) que llegó rápidamente al 1 en iTunes Grecia, al igual a que en el chart Grecia Billoard Digital Songs donde la canción alcanzó rápidamente el número 1 y se mantuvo en el primer lugar durante 9 semanas consecutivas, 10 semanas en total. También se convirtió en un éxito en la radio griega, alcanzando el primer puesto en la lista oficial de Airplay griego.

El 6 de julio de 2012 su gran éxito Poses Xiliades Kalokairia fue editado, lanzando en YouTube "Poses Xiliades Kalokairia" Dance Remix. y "Love Light", la versión en inglés del remix. Ambas canciones también se pusieron en venta como sencillos digitales, mientras se grababa el videoclip de dicho éxito que se lanzó a YouTube el 19 de junio, cabe destacar que el videoclip de la versión en inglés "Love Light" es el mismo que el de su versión original pero editado y se lanzó el 30 julio. Ese mismo verano se embarcó en una gira que incluyó actuaciones en Grecia, Chipre y Rusia.
El 28 de julio de 2012, Demy junto a Playmen, interpretaron "Fallin" en la Europa Plus, festival de música en vivo en Moscú, Rusia. La canción adquirió gran popularidad en el país, y llegó al primer puesto en el chart Europa Plus, la radio que organiza el festival.
El 21 de septiembre de 2012 hizo una aparición en Movimiento Amita "Día del festival de música de Energía Positiva". Actuando con otros artistas de su compañía discográfica, Panik Records.
El 22 de octubre de 2012 su nuevo sencillo, "I Zoi" (La Vida), fue lanzado y siguiendo la estela de sus anteriores sencillos llegó al número 1 en los charts griegos.
En diciembre de 2012 se anunció que sería protagonista de "Fama", musical que llegaría de la mano del teatro "Ellinikou Kosmou" en El Pireo. Ha realizado varias actuaciones y ha llegado a ser uno de los musicales con más público de Grecia.
El 19 de diciembre de 2012 salió a la venta su primer álbum de estudio #1, el cual incluye diez canciones: dos canciones en inglés y las demás en griego. Contiene su primer gran éxito, "Mia Zografia". Con este disco, de momento, ha ganado un disco de platino, vendiendo más de 6.000 copias en toda Grecia.
En la entrega de premios de los MAD 2012, Demy estuvo nominada a 6 categorías y finalmente resultó ganadora de 3 premios, entre ellos (Mejor Nuevo Artista, Mejor Videoclip Hip-Hop por "Mia Zografia" y Mejor Dúo por la colaboración de "Mia Zografia" con Midenistis).

### 2013-2014: Lanzamiento de sencillos yRodino Oneiro
En el verano de 2013, Demy confirmó a través de Twitter que está trabajando en un nuevo disco que saldría la luz muy pronto. En junio lanzó su nuevo sencillo "The Sun" en colaboración con Álex León, cuyo videoclip roza los 4 millones y medio de reproducciones, y fue un éxito en Grecia y Chipre, también lanzó la versión en griego de "The Sun", llamada "O Hlios". En los MAD 2013, Demy estuvo nominada a 6 categorías entre ellas, (Mejor Videoclip del año, Mejor Videoclip Pop, Mejor Artista Femenina, Artista del Año, Artista del Año Chipre y a la categoría Top 50 MAD con tres de sus canciones), finalmente resultó ganadora del premio "Mejor Videoclip Pop", también actuó en los MAD de 2013 interpretando la versión griega de "The Sun", mezclando ritmos cubanos con "Jesus Cutiño y Calles de Cuba".
El 13 de septiembre de 2013, Demy volvió a aparecer nuevamente en Movimiento Amita "Día del festival de música de Energía Positiva", actuando junto a otros artistas como Melisses, Playmen, Stan, Vegas y Midenistis bajo el nombre de Positive Sounderz e interpretaron su sencillo Oloi Mazi (Me Mia Foni)
En octubre subió a YouTube "Stay Here", versión en inglés de "Meno", y el 29 de octubre salió el videoclip de "Meno" como promoción inmediata por su nominación como "Mejor Artista del Sur de Europa" en los EMA 2013, tras conseguir ganar el premio a la categoría "Mejor Artista Griego".
En enero de 2014, Demy lanzó su nuevo sencillo "Nothing Better", nuevamente junto a Playmen, el 28 de enero subió a YouTube la promoción del videoclip "Nothing Better". Y finalmente el 13 de marzo se lanzó el videoclip oficial.
El 6 de mayo de 2014 se estrenó en Grecia el musical de Priscilla, reina del desierto, del que Demy era una de las protagonistas, la obra finalmente fue estrenada en el Teatro Badminton de Atenas y el musical tuvo una gran acogida en Grecia.
El 15 de mayo de 2014, Demy lanzó su nuevo sencillo, Oso O Kosmos Tha Exei Esena con la colaboración del rapero griego Mike, rápidamente el sencillo llegó al número uno de las listas de Grecia y se convirtió en uno éxito del verano en Grecia, también existe una versión en inglés llamada "All That I Need".
En los MAD 2014, Demy estuvo nominada nuevamente en 6 categorías (Mejor Videoclip Pop, Canción del Año, Mejor Videoclip del Año, Mejor Videoclip Dúo / Colaboración, Mejor Artista Femenina, Artista del Año), finalmente resultó ganadora de los premios "Canción del Año" y "Mejor Videoclip del Año", también actuó en los MAD de 2014, interpretando su nuevo sencillo a dúo con Mike, "Oso o Kosmos Tha Ehi Esena".
El 12 de septiembre de 2014, Demy participó por tercera vez en Movimiento Amita "Día del festival de música de Energía Positiva", en el que interpretó algunos de sus temas y actuó a dúo con Stavento cantando Kalws Se Vrika.
A principios de octubre se convierte en jurado y entrenadora del nuevo programa de talentos "The Fame School" de la televisión privada MegaTV, junto a otros artistas de la talla de Evridiki o Giorgos Theofanous.
El 16 de octubre, Demy estuvo presente en la convención mundial de la marca joyería Tous en Barcelona, actuando como representante de la marca en el país heleno.
En noviembre de 2014, se supo que Demy estaba trabajando en su nuevo sencillo "Rodino Oneiro" y el 8 de noviembre se lanzó la promoción del sencillo que contenía la letra de la canción y finalmente el 1 de diciembre se decidió lanzar el videoclip de dicho sencillo en apoyo a la lucha contra el SIDA, ya que en este día se conmemora el "Día Mundial de la Lucha contra el Sida".
El 22 de diciembre de 2014 salió a la venta su segundo álbum de estudio Rodino Oneiro, el cual incluye quince canciones. Y contiene sus últimos éxitos como "The Sun", "Nothing Better", "Oso o Kosmos Tha Ehi Esena" o "Rodino Oneiro". Tras su lanzamiento, el disco se posicionó número uno en todas las listas de ventas de Grecia.

### 2015-2016: La consolidación de Demy y lanzamiento de sencillos
Durante el período entre diciembre de 2014 y febrero de 2015 Demy estuvo actuando en un club nocturno, llamado "Fever", junto con Despina Vandi y Nikos Oikonomopoulos.
El 6 de febrero de 2015, Demy lanza su nuevo sencillo de Rodino Oneiro, Where is the love? en el que colabora con Angel Stoxx. Fue ella misma la que a través de Twitter confirmó que estaba trabajando en el videoclip del sencillo que saldría la luz muy pronto., finalmente el 16 de marzo se lanzó en Youtube el videoclip oficial.
El 13 de febrero de 2015, Demy recibe el disco de oro por vender mas 3000 copias de su álbum Rodino Oneiro.
A finales de marzo, Demy confirmó a través de Twitter que estaba trabajo en el videoclip de su nuevo sencillo "Proti Mou Fora" en el que colabora la famosa banda griega Melisses, tras semanas de trabajo finalmente el vídeo musical se lanzó el 7 de abril.
El 29 de abril de 2015, Demy participó al igual que en años anteriores en la MadWalk, interpretando así junto con Angel Stoxx, uno de sus últimos éxitos Where is the love?.
En mayo, Demy se convierte en una de las caras principales de la marca de moda griega "Toi&moi" para la temporada de verano 2015, quien previamente siempre se mostró como una gran seguidora de esta marca sobre todo a la hora de elegirla para sus trajes de alfombra roja.
El 27 de mayo de 2015, Demy colabora en la Cyprus MadWalk interpretando nuevamente Where is the love? y Rodino Oneiro, esta última bajo una nueva versión mezclada por Angel Stoxx.
Desde principios de junio, Demy se embarcó en una nueva gira de conciertos, llevando a cabo diversas actuaciones alrededor del país heleno.
El 8 de junio, Demy lanzó la promoción con la letra de su nuevo sencillo, Emeis y la versión de dicha canción en inglés One Love, anunciando así la llegada del que sería su nuevo trabajo, rápidamente dicha canción alcanzó los puestos más altos de las listas musicales griegas y chipriotas.
El 9 de junio, se confirmó que Demy sería la protagonista del nuevo musical "Sonrisas y Lágrimas", que arrancó a principios de agosto y visitó varias ciudades griegas.
El 10 de junio, Demy volvió a participar, como en años anteriores, en Movimiento Amita para conmemorar los 10 años del festival, el acto se llevó a cabo en Tesalónica y junto a la cantante colaboraron algunos artistas como Stan, Playmen o DJ Pitsi.
El 13 de junio, Demy participó junto a otros artistas en la marcha del "AthensPride".
EL 21 de junio llevó a cabo un concierto como parte de su gira en el parque de atracciones de Atenas, Allou Fun Park, cuyo espectáculo obtuvo una gran acogida.
El 29 de junio, se llevó a cabo la entrega de premios de los MAD 2015, en los que Demy estuvo nominada nuevamente en 4 categorías (Mejor Mujer Moderna, Mejor Videoclip Pop, Mejor Videoclip del Año, Mejor Dueto), finalmente resultó ganadora de los premios "Mejor Mujer Moderna," y "Mejor Dueto", también interpretó su nuevo sencillo Emeis/One Love en ambos idiomas.
El 19 de julio, la cantante a través de las redes sociales confirmó que su nuevo sencillo "One Love" (la versión en inglés de Emeis), fue lanzado en Rusia a través de Itunes.
El 22 de julio, participó en el concierto "All Stars" llevado a cabo por la cadena musical de radio griega Rythmos 94.9 en la ciudad griega de Voula, en la que la cantante coincidió con algunos artistas tales como Melisses, Playmen o Stan.
El 23 de julio, participó en el Festival de Ardas, se trata una serie de conciertos llevados a cabo durante varios días en la ciudad Kastanies, Evros, donde Demy actuó el tercer día al igual que otros artistas de su compañía como Boys and Noise.
Finalmente tras varios meses de intenso trabajo, el 29 de julio, la cantante comunicó a través de las redes sociales, que el musical "The Sound of Music" arrancaría el 4 de agosto en la ciudad de Kalamata y se prolongaría hasta el 16 de septiembre, su estreno fue un éxito llegando a vender todas las entradas, posteriormente se comunicaron las de fechas de su gira teatral de las cuales Rodas, Veria, Larisa o El Pireo eran algunas de sus paradas de las cuales en varias se agotaron las localidades antes de dicho estreno.
El 21 de agosto, con motivo de su 24 cumpleaños, los seguidores de la cantante promovieron a través de las redes sociales la etiqueta #Sweet24Demy, por la cual la felicitaron, así como también varios de sus seguidores colaboraron en un vídeo dedicado a la cantante donde le mandaron su apoyo y enhorabuenas por su día. La etiqueta #Sweet24Demy se convirtió en el cuarto "trending topic" más comentado de ese día y el siguiente en el país heleno, llegado a generarse más de 7.000 mensajes con esa tendencia.
En diciembre, se anunció que Demy actuaría en el Casablanca Music Hall junto a Nina Lotsari. Sus actuaciones sería diferentes a las que ella suele dar, ya que trabajaría con otros estilos como el funky o el jazz, en lugar del pop, que es el género que más interpreta.

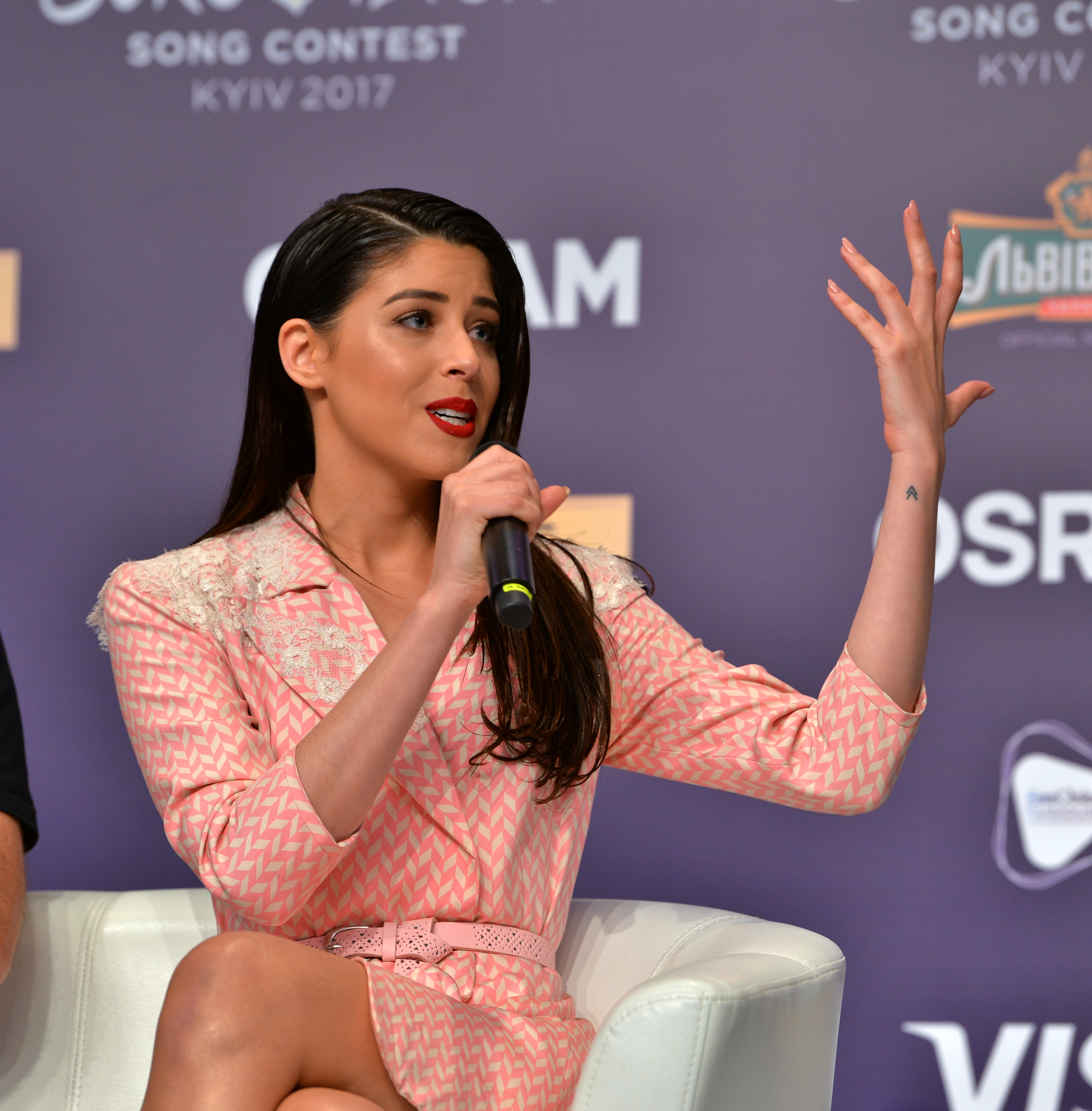
Demy en Kiev

El 27 de enero de 2016, se estrenó el musical de la Familia Adams en el Teatro Vempo, en el cual Demy encarna el papel de Miércoles Addams, junto a otros actores conocidos como Antonis Kafentzopoulos y María Solomou.
También apareció en la Madwalk de 2016 donde cantó su nuevo sencillo, "Tha Meineis Feugontas", y desfiló en la pasarela para la firma griega de calzado, Tsakiris Mallas, junto con Doretta Papadimitriou.
El 10 de mayo de 2016, Demy junto con DiGi y la banda de rock RadioAct, lanzaron la banda sonora de la primera película griega de acción, «Short Fuse».
Para principios de diciembre, se estrenó el musical de Mamma Mia! en el Teatro Acropol de Atenas, en el cual Demy era una de las protagonistas de la obra, actuando con otros artistas tales como Despina Vandi.

### 2017: Nuevos proyectos y el Festival de Eurovisión

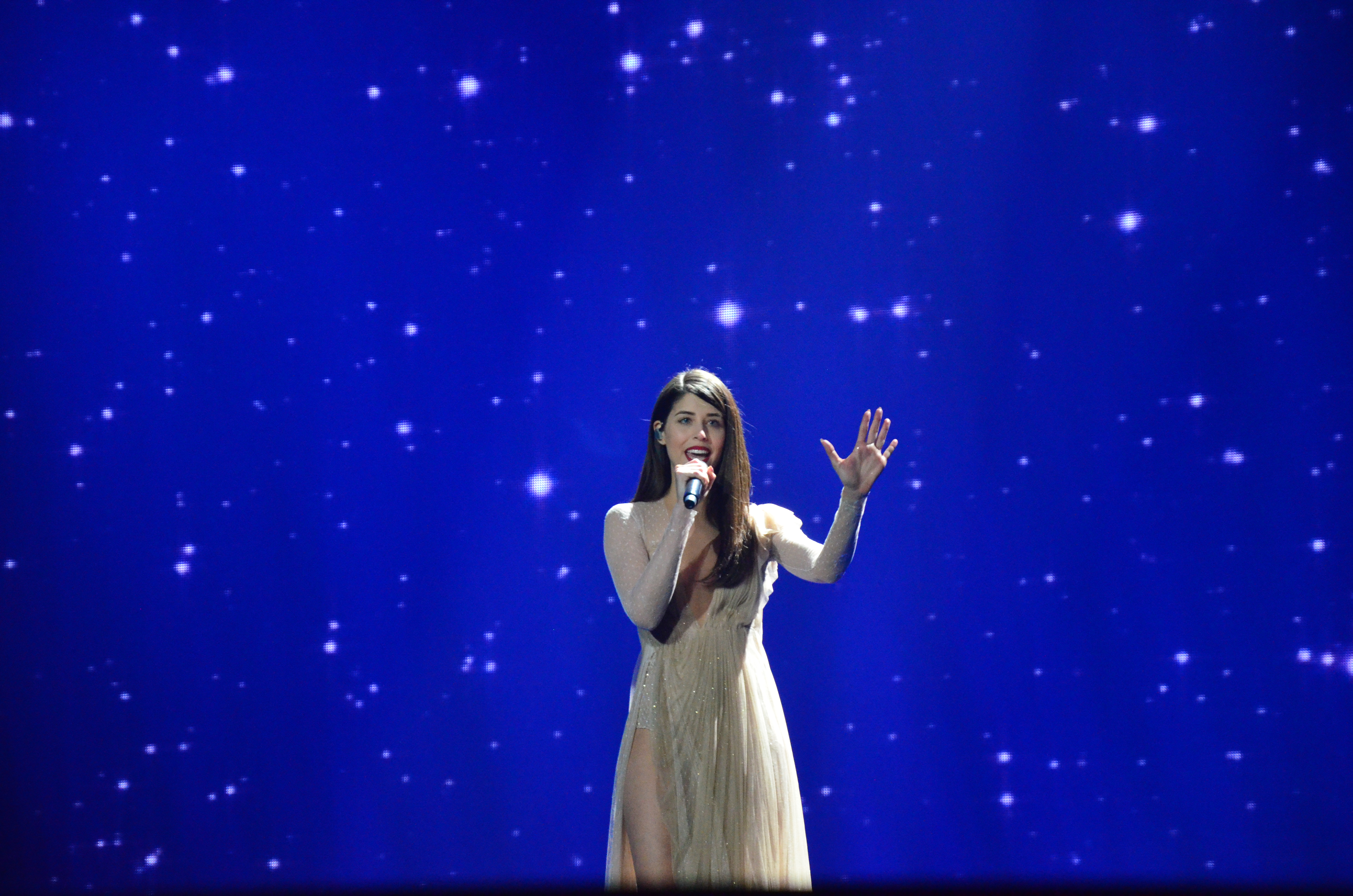
Demy en los ensayos antes de la Gran Final de Eurovisión

El 13 de enero, la cadena pública de Grecia, la ERT, confirmó a través de un comunicado de prensa un rumor que venía sonando con fuerza en las redes sociales, Demy es seleccionada como la representante de su país para Eurovision 2017 que se llevará a cabo en mayo en Kiev. 
La canción será elegida por el público en una final nacional en la que la artista defenderá tres temas compuestos y coreografiados por Dimitris Kontopoulos y Focas Evangelios. La gala se celebrará el próximo mes de febrero donde el público con el televoto y una votación a través de Internet escogerá al 100% el tema ganador.

## Discografía

### Álbumes de estudio
| Título        | Detalles del álbum                                                                                    | Máxima posición en listas | Certificación        | Ventas |
| Título        | Detalles del álbum                                                                                    | GRE                       | Certificación        | Ventas |
| ------------- | --- | ------------------------- | -------------------- | ------ |
| #1            | - Lanzado: 19 de diciembre de 2012 - Compañía: Panik Records - Formatos: CD, CD/DVD, Descarga digital | 1                         | IFPI Greece: Platino | 6000   |
| Rodino Oneiro | - Lanzado: 22 de diciembre de 2014 - Compañía: Panik Records - Formatos: CD, CD/DVD, Descarga digital | 1                         | IFPI Grecia: Oro     | 3000   |
| Demy          | - Lanzado: 18 de abril de 2017 - Compañía: Panik Records - Formatos: CD, CD/DVD, Descarga digital     | —                         |                      |        |

### EP
| Año  | Título | Máxima posición en listas | Certificación          |
| Año  | Título | GRE                       | Certificación          |
| ---- | --- | ------------------------- | ---------------------- |
| 2012 | Mono Mprosta (Griego: Μόνο Μπροστά; Inglés: Only Forward) - 1.er EP - Lanzado: 23 de mayo de 2012 - Idioma: Griego - Compañía: Panik Records - Formato: Descarga digital                                                | 1                         | - IFPI Grecia: Oro     |
| 2012 | Poses Xiliades Kalokairia (Griego: Πόσες Χιλιάδες Καλοκαίρια; Inglés: How Many Thousand Summers) - 2.º EP - Lanzado: 6 de julio de 2012 - Idioma: Griego e Inglés - Compañía: Panik Records - Formato: Descarga digital | 1                         | - IFPI Greece: Platino |

### Sencillos
| Año  | Sencillo                                 | Máxima posición en listas | Máxima posición en listas | Álbum         | Certificación |
| Año  | Sencillo                                 | GRE                       | CHI                       | Álbum         | Certificación |
| ---- | ---------------------------------------- | ------------------------- | ------------------------- | ------------- | ------------- |
| 2011 | "Mia Zografia" (con Midenistis)          | 1                         | 1                         | #1            | Platino       |
| 2011 | "Mono Mprosta" (con OGE)                 | 1                         | 1                         | #1            | Oro           |
| 2012 | "Fallin" (con Playmen)                   | 1                         | 1                         | #1            | Oro           |
| 2012 | "Poses Xiliades Kalokairia"              | 1                         | 1                         | #1            | Platino       |
| 2012 | "I Zoi (To Pio Omorfo Tragoudi)"         | 1                         | 1                         | #1            | —             |
| 2013 | "Ki An Prospatho"                        | 4                         | 7                         | #1            | —             |
| 2013 | "The Sun" (con Alex Leon y Epsilon)      | 1                         | 1                         | Rodino Oneiro | Platino       |
| 2013 | "Meno"                                   | 5                         | 9                         | #1            | —             |
| 2014 | "Nothing Better" (con Playmen)           | 1                         | 1                         | Rodino Oneiro | Oro           |
| 2014 | "Oso O Kosmos Tha Exei Esena" (con Mike) | 1                         | 1                         | Rodino Oneiro | Oro           |
| 2014 | "Rodino Oneiro"                          | 1                         | 2                         | Rodino Oneiro | —             |
| 2015 | "Where is the love?" (con Angel Stoxx)   | 1                         | 1                         | Rodino Oneiro | —             |
| 2015 | "Proti Mou Fora" (con Melisses)          | 4                         | 3                         | Rodino Oneiro | —             |
| 2015 | "Emeis"                                  | 9                         | 14                        | TBA           | —             |
| 2015 | "H Alitheia Moiazei Psema"               | 9                         | -                         | Rodino Oneiro | —             |

## Premios y nominaciones de Demy

### MAD Video Music Awards
Los premios MAD son presentados anualmente por MAD TV, para reconocer los logros en la industria de la música griega, siendo los votantes los espectadores de MAD TV. Demy ha recibido 6 premios de 18 nominaciones, incluyendo "Mejor Nuevo Artista".
| Año  | Trabajo nominado                                | Categoría                          | Resultado |
| ---- | ----------------------------------------------- | ---------------------------------- | --------- |
| 2012 | Demy                                            | Mejor Nuevo Artista                | Ganador   |
| 2012 | Demy                                            | Mejor Artista Femenina             | Nominado  |
| 2012 | Mia Zografia (con Midenistis)                   | Mejor Videoclip Dúo / Colaboración | Ganador   |
| 2012 | Mia Zografia (con Midenistis)                   | Mejor Videoclip Hip Hop/Urbana     | Ganador   |
| 2012 | Mia Zografia (con Midenistis)                   | Videoclip del Año                  | Nominado  |
| 2012 | Fallin (con Playmen)                            | MAD Radio 106.2 Canción del Año    | Nominado  |
| 2013 | Demy                                            | Mejor Artista Femenina             | Nominado  |
| 2013 | Demy                                            | Artista del Año                    | Nominado  |
| 2013 | Demy                                            | Artista del Año en Chipre          | Nominado  |
| 2013 | Poses Xiliades Kalokairia                       | Mejor Videoclip Pop                | Ganador   |
| 2013 | Poses Xiliades Kalokairia                       | Mejor Videoclip del Año            | Nominado  |
| 2013 | Poses Xiliades Kalokairia                       | MAD Top 50                         | Nominado  |
| 2013 | I Zoi (To Pio Omorfo Tragoudi)                  | MAD Top 50                         | Nominado  |
| 2013 | Mono Mprosta                                    | MAD Top 50                         | Nominado  |
| 2014 | The Sun (con Alex Leon & Epsilon)               | Mejor Videoclip Pop                | Nominado  |
| 2014 | The Sun (con Alex Leon & Epsilon)               | Canción del Año                    | Ganador   |
| 2014 | The Sun (con Alex Leon & Epsilon)               | Mejor Videoclip del Año            | Ganador   |
| 2014 | Oloi Mazi (Me Mia Foni) (con Positive Sounderz) | Mejor Videoclip Dúo / Colaboración | Nominado  |
| 2014 | Demy                                            | Mejor Artista Femenina             | Nominado  |
| 2014 | Demy                                            | Artista del Año                    | Nominado  |
| 2015 | Demy                                            | Mejor Mujer Moderna                | Ganador   |
| 2015 | Oso O Kosmos Tha Exei Esena (con Mike)          | Mejor Videoclip Pop                | Nominado  |
| 2015 | Oso O Kosmos Tha Exei Esena (con Mike)          | Mejor Videoclip del Año            | Nominado  |
| 2015 | Oso O Kosmos Tha Exei Esena (con Mike)          | Mejor Dueto                        | Ganador   |
| 2016 | "I Alitheia Moiazei Psema"                      | Mejor Videoclip del Año            | Nominado  |
| 2016 | "I Alitheia Moiazei Psema"                      | Mejor Videoclip Urbano             | Ganador   |
| 2016 | "Where Is The Love" (Demy con Angel Stoxx)      | Mejor Videoclip Baile              | Nominado  |
| 2016 | Demy                                            | Mejor Mujer Moderna                | Nominado  |
| 2016 | Demy                                            | Premio Mad Chipre                  | Ganador   |

### MAD Video Music Awards Chipre
| Año  | Trabajo nominado | Categoría      | Resultado |
| ---- | ---------------- | -------------- | --------- |
| 2015 | Demy             | Premio Love FM | Ganador   |

### Premios Lalore02
| Año  | Trabajo nominado          | Categoría             | Resultado |
| ---- | ------------------------- | --------------------- | --------- |
| 2012 | Poses Xiliades Kalokairia | Mejor Canción del año | Nominado  |

### Premios de Música MTV Europe
Los MTV Europe Music Awards, conocidos también como EMAs, son unos premios otorgados anualmente, desde 1994, por el canal MTV a los videos musicales más populares de Europa.
| Año  | Trabajo nominado | Categoría                    | Resultado |
| ---- | ---------------- | ---------------------------- | --------- |
| 2013 | Demy             | Mejor Artista Griego         | Ganador   |
| 2013 | Demy             | Mejor Artista Europa del Sur | Nominado  |

## Musicales
| Año  | Obra                          |
| ---- | ----------------------------- |
| 2012 | Fama                          |
| 2014 | Priscilla, reina del desierto |
| 2015 | Sonrisas y Lágrimas           |
| 2016 | La Familia Adams              |
| 2017 | Mamma Mia!                    |

### Fechas de la gira "The Sound of Music"
| Fechas                   | Ciudad   | Lugar  | País                    | Boletos Disponibles |
| ------------------------ | -------- | ------ | ----------------------- | ------------------- |
| 4 de agosto de 2015      | Kalamata | Grecia | Teatro Kastrou          | Agotado             |
| 19 de agosto de 2015     | Rodas    | Grecia | Teatro Medieval Moat    | Agotado             |
| 20 de agosto de 2015     | Rodas    | Grecia | Teatro Medieval Moat    | Agotado             |
| 22 de agosto de 2015     | Amaliada | Grecia | Antigua Elis            | Disponible          |
| 26 de agosto de 2015     | Papagou  | Grecia | Teatro Papagou          | Agotado             |
| 27 de agosto de 2015     | Ioánina  | Grecia | Teatro Ε.Η.Μ            | Agotado             |
| 28 de agosto de 2015     | Véria    | Grecia | Teatro Melina Merkouri  | Agotado             |
| 29 de agosto de 2015     | Katerini | Grecia | Teatro Antiguo de Dion  | Agotado             |
| 8 de septiembre de 2015  | Salónica | Grecia | Teatro Bosque           | Disponible          |
| 9 de septiembre de 2015  | Larisa   | Grecia | Teatro Jardín Alcázar   | Disponible          |
| 10 de septiembre de 2015 | Volos    | Grecia | Teatro Municipal Melina | Disponible          |
| 13 de septiembre de 2015 | Patras   | Grecia | Odeón Romano            | Disponible          |
| 16 de septiembre de 2015 | El Pireo | Grecia | Teatro Veakio           | Disponible          |

## Televisión
| Año  | Película/Programa  | Personaje | Notas                |
| ---- | ------------------ | --------- | -------------------- |
| 2014 | "The Music School" | Jurado    | Programa de talentos |